# Salomão de Jerusalém
Salomão de Jerusalém foi o patriarca de Jerusalém entre 855 e 860 d.C. Segundo Sa'id ibn Bitriq, ele se chamava Salmun ibn Zarqun e reinou por cinco anos.